# Phyllotis wolffsohni
Phyllotis wolffsohni és una espècie de mamífer rosegador de la família dels cricètids. És endèmic dels Andes del centre-oest de Bolívia, on viu a altituds d'entre 1.300 i 3.875 msnm. El seu hàbitat natural són els matollars situats a les valls seques. És una espècie en risc mínim, és a dir, no sembla que hi hagi cap amenaça significativa per a la seva supervivència.
L'espècie fou anomenada en honor del zoòleg britànic John A. Wolffsohn.